# Alcatraz
 For alternative betydninger, se Alcatraz (flertydig). (Se også artikler, som begynder med Alcatraz)
Alcatraz (med øgenavnet The Rock – Klippestenen) er en ø med et nu nedlagt fængsel midt i San Francisco-bugten i den amerikanske delstat Californien.

## Historie

### Hærens brug af øen
Oprindeligt var det den amerikanske hær, der fra 1850 brugte Alcatraz, og siden begyndte at bruge stedet til et fængsel. Imidlertid fandt hæren, at det ikke var godt for rekrutteringen af nye soldater, at man havde et fængsel der var synligt fra det meste af San Francisco. Hæren besluttede derfor at skille sig af med Alcatraz.
I mellemtiden havde krisen i 1930'erne gjort så mange mennesker desperate, at kriminaliteten var gået voldsomt op i USA, og samtidig havde spiritusforbuddet skabt meget lukrative forretninger for gangsterne med at smugle, producere og sælge spiritus, hvilket havde skabt en meget stor masse af gangstere. 
Forbundspolitiet begyndte således efterhånden at opleve pladsproblemer i landets fængsler – specielt set i lyset af, at det ofte drejede sig om farlige personer, der også var meget villige til flugtforsøg. Man havde derfor nogle store krav til fængselscellerne.
Med disse forbrydere i tankerne begyndte de derfor at lede efter et nyt superfængsel, men fik øjnene op for, at det slet ikke var nødvendigt med nybyggeri. På den måde blev det i 1933 besluttet at lade Alcatraz-øen med tilhørende fængsel overgå fra hæren til FBI.

### Fængslet
Fængslet er særligt "berømt" for perioden 1934-1963, hvor en lang række store og kendte forbrydere sad fængslede. Blandt de indsatte kunne de ansatte hilse på Al Capone, Robert Franklin Stroud, James "Whitey" Bulger og Alvin "Creepy" Karpis.
Ideologien i fængslet var, at fangerne kun havde ret til føde, tøj, læ og tilsyn af en læge. Alt andet var privilegier, som fangerne skulle gøre sig fortjent til. Arbejde var et privilegium, ligeledes var læsestof, gårdture, m.m. Hvis fangerne ikke opførte sig ordentligt kunne selv lys, seng, og andet tages fra dem i celler, hvor intet lys slap ind. Det er aldrig officielt lykkedes at flygte fra Alcatraz, der er dog tre der savnes[kilde mangler], men de kan også være druknet, da der er meget strøm i vandet lige uden for øen. 
Deres navne var Clarence Anglin, John Anglin og Frank Morris. De flygtede igennem en udluftning og derefter op på taget. Der gik sikkerhedsvagter hele tiden, så de lavede deres ansigter af noget papmache lignende noget, så vagterne ikke opdagede deres forsvinding før om morgenen. Over vandet havde de syet 50 regnjakker og oppustelige veste sammen til en båd og på øen Angel Island fandt man en lignende båd, fodspor og en blå Chevrolet blev stjålet, men man ved ikke om de overlevede eller døde i vandet, da der ikke er beviser nok på at det var deres båd. 
FBI lukkede fængslet i 1963, da vejret havde tæret hårdt på bygninger, og det ville være for dyrt at renovere. Samtidig var de almindelige driftsomkostninger ret høje netop pga. øens beliggenhed, der gjorde, at alle ressourcer enten måtte produceres lokalt eller sejlet ud fra fastlandet.
I dag er øen blevet udnævnt til en nationalpark, hvor fugle og planter trives.

## Besøg på Alcatraz
Efter lukningen er stedet blevet en velbesøgt turistattraktion, der administreres af National Park Service.
Under et besøg på øen kan man følges med en fortællende guide eller lade historien få fortalt i øens biograf. Undervejs kan man desuden få fortællingen via et indspillet lydbånd, hvor der også er blevet lagt en række passende lydeffekter på til at skabe den rette stemning.

## Alcatraz i populærkultur
Gennem tiderne har fængslet været ramme om en lang række spillefilm, sat scene i tv-serier og figureret i computerspil. Blandt de mange titler kan nævnes:
- Manden fra Alcatraz (1962) med Burt Lancaster som Robert Stroud
- Escape from Alcatraz (1979) med bl.a. Clint Eastwood
- Murder in the First (1995) med bl.a. Kevin Bacon.
- The Rock (1996) med bl.a. Sean Connery og Nicolas Cage.
- Half Past Dead (2002) med bl.a. Steven Seagal og Ja Rule
- Alcatraz (2012) med bl.a. Sarah Jones, Jorge Garcia og Jonny Coyne
- Call of Duty: Warzone (2020) “Rebirth Island”